# 钉头果属
钉头果属（学名：Gomphocarpus）是夹竹桃科萝藦亚科下的一个属，为灌木或半灌木植物。该属共有钉头果等约50种，分布于热带非洲。

## 物种
本属包括以下物种：
- 钉头果 Gomphocarpus fruticosus
- 钝钉头果 Gomphocarpus physocarpus